# سفارة دولة فلسطين لدى ماليزيا
سفارة دولة فلسطين لدى ماليزيا هي الممثلية الدبلوماسية العُليا لدولة فلسطين لدى ماليزيا. تقع السفارة في كوالالمبور.